# The Roxy (Londres)
Pour les articles homonymes, voir The Roxy.
The Roxy est un club situé sur Neal Street, dans le quartier de Covent Garden à Londres, connu comme un des premiers hauts lieux de l'éclosion de la scène punk britannique.
Il est fondé par Andy Czekowski (parfois noté Czezowski), manager de Generation X, qui a été comptable du magasin Acme Attractions de Kings Road (où Don Letts est vendeur), et par Susan Carrington et Barry Jones.
Il ouvre dans les locaux du Chaguaramas, un ancien club gay. Dès la fin de l'année 1976, il accueille de nombreux groupes sur une période de cent jours. Le premier, Generation X, se produisent le 21 décembre 1976, suivi par Johnny Thunders & The Heartbreakers le lendemain. Puis, The Clash sont la tête d'affiche du concert d'ouverture le 1er janvier 1977, immortalisé par Julien Temple dans le film The Clash: New Year’s Day ’77. Parmi les groupes à s'y produire, il y a : les Sex Pistols, Sham 69, X-Ray Spex, London, The Adverts, Chelsea, Cherry Vanilla (avec The Police pour l'accompagner), Wire, The Boys, The Damned, Slaughter and the Dogs, The Buzzcocks, Siouxsie and the Banshees, Subway Sect, Johnny Moped, Eater et les Stinky Toys.
Don Letts est le DJ résident du club. Il fait découvrir le dub et le reggae jamaïcain au public blanc qui fréquente le lieu, et notamment les Clash. Ce métissage inspire le morceau Punky Reggae Party à Bob Marley.
Le club ferme ses portes le 23 avril 1977, pour déménager non loin, au Rock Garden. Le groupe Crass a écrit Banned from the Roxy une chanson contre le club après en avoir été évincé à cause du désordre qu'ils y avaient occasionné sur scène.
Une compilation parue en juillet 1977, The Roxy London WC2, rend hommage au club, regroupant des morceaux enregistrés live par les Buzzcocks, Wire, The Adverts, X-Ray Spex, Johnny Moped, Eater et Slaughter & The Dogs. Une seconde sortie l'année suivante, intitulée Farewell to the Roxy, contient des titres de UK Subs, Open Sore, The Crabs, The Bears, Blitz, Acme Sewage Co., Billy Karloff & The Goats, The Tickets, The Red Lights, XL5, The Jets, The Streets et Plastix.

## Source
- Traduit de l'anglais par Isabelle Chelley - Préface de Déborah Harry (trad. de l'anglais), PUNK, L'Histoire Complète, Paris, (fr) Tournon, 2008 (réimpr. Première publication en 2006 en Grande-Bretagne par Dorling Kindersley), 288 p. (ISBN 978-2-35144-079-7)